# Пепинген
Пепинген (на нидерландски: Pepingen) е селище в Централна Белгия, окръг Хале-Вилворде на провинция Фламандски Брабант. Населението му е около 4400 души (2006).